# Chiesa di San Giovanni Battista (Varenna)
La chiesa di San Giovanni Battista è un edificio religioso, probabilmente risalente al XI secolo, situato a Varenna, in provincia di Lecco, nella centrale piazza San Giorgio, sul lato opposto rispetto alla chiesa di San Giorgio. Secondo alcuni, avrebbe in passato ricoperto il ruolo di sede originaria della parrocchia di Varenna.

## Storia e descrizione
La chiesa fu eretta al posto di un precedente edificio di culto paleocristiano, forse su impulso di un cavaliere templare di ritorno dalla Terra santa. 
La più antica menzione storica della chiesa è del 1143, all'interno di un breve apostolico di Celestino II che menziona l'edificio tra le dipendenze dell'arciprete di Monza. Come riportato su una lapide settecentesca, la chiesa fu ampliata nel 1151. Nel Liber Notitiae Sanctorum Mediolani scritto nel XIV secolo da Goffredo da Bussero, l'edificio risultava utilizzato come magazzino.
Ad oggi non è ancora chiaro se questa chiesa abbia costituito o meno la sede originaria della pieve di Varenna.
Rielaborata nel corso del XVII secolo, la chiesa fu restaurata nel 1967.
Oggi l'edificio è costituito da un'aula rettangolare coperta con tetto a capriate lignee (tetto che ha sostituito una precedente copertura a volta, realizzata al posto delle capriate in legno originarie) e chiusa sul lato orientale da un'abside. 
Esternamente, la parte bassa della facciata ospita i resti di un vecchio arcosolio.
L'interno è decorato con affreschi, restaurati da Enzo Vicentini, raffiguranti a sinistra l'Adorazione dei Magi, a destra San Giovanni Battista con altri Santi e San Giorgio che uccide il drago, all'angolo con la parete occidentale San Cristoforo e nel catino absidale il Redentore tra la Vergine e il Battista. Tra le opere pittoriche si trova anche un affresco strappato proveniente dalla casa Serponti raffigurante la Madonna con Bambino realizzato nel 1612 per volere di Giovanni Maria Serponti.
San Giovanni Battista è raffigurato in un frammentario affresco posto sulla parete meridionale del XIV secolo. Allo stesso autore e alla stessa epoca si fanno risalire un altro frammento pittorico raffigurante San Giorgio che trafigge il drago per salvare la principessa, della quale si vedono solo parti delle vesti, e, forse, una Adorazione dei Magi sulla parete settentrionale. Tra tutti gli affreschi, i più antichi sono quelli che si trovano sulle pareti nord e sud.